# Le Mouchard (film, 1959)
Pour les articles homonymes, voir Breakout.
Pour plus de détails, voir Fiche technique et Distribution.
Le Mouchard (Danger Within) est un film britannique réalisé par Don Chaffey, sorti en 1959.

## Synopsis
En Italie, dans un camp de prisonniers de guerre. Plusieurs tentatives d'évasion se soldent par une exécution des évadés par le responsable italien du camp. Il devient évident qu'il y a un mouchard parmi les prisonniers. Le responsable des évasions décide alors d'organiser une évasion en masse en plein jour pendant une représentation théâtrale.

## Fiche technique
- Titre original : Danger Within
- Titre français : Le Mouchard
- Titre américain : Breakout
- Réalisation : Don Chaffey
- Scénario : Bryan Forbes, Frank Harvey, d'après le roman Death in Captivity de Michael Gilbert
- Direction artistique : Ray Simm
- Décors : Maurice Fowler
- Costumes : Jack Verity
- Photographie : Arthur Grant
- Son : George Stephenson, Red Law
- Montage : John Trumper
- Musique : Francis Chagrin
- Production : Colin Lesslie
- Production associée : Adrian D. Worker
- Société de production : Colin Lesslie Productions, British Lion Film Corporation
- Société de distribution : British Lion Film Corporation
- Pays d'origine :  Royaume-Uni
- Langue originale : anglais
- Format : Noir et blanc  — 35 mm — 1,66:1 — son mono
- Genre : film de guerre
- Durée : 101 minutes
- Dates de sortie : 
  - Royaume-Uni : 17 février 1959
  - France : 18 avril 1962

## Distribution
- Richard Todd : Lieutenant Colonel David Baird
- Bernard Lee : Lieutenant Colonel Huxley
- Michael Wilding : Major Charles Marquand
- Richard Attenborough : Capitaine Phillips
- Dennis Price : Capitaine Callender
- Donald Houston : Capitaine Byfold
- William Franklyn : Capitaine Long
- Vincent Ball : Capitaine Foster
- Peter Arne : Capitaine Benucci
- Peter Jones : Capitaine Piker
- Cyril Shaps : Lt. Cyriakos Coutoules
- Terence Alexander : Lt. Gibbs
- Ronnie Stevens : Lt. Meynell, 'The Sewer Rat'